# 5368 Vitagliano
5368 Vitagliano là một tiểu hành tinh vành đai chính với chu kỳ quỹ đạo là 2881.3874457 ngày (7.89 năm).
Nó được phát hiện ngày 21 tháng 9 năm 1984.